# Jacques-Philippe Ledru
Jacques-Philippe Ledru (1754-1832) est un médecin français, membre de l'Académie nationale de médecine et maire de Fontenay-aux-Roses d'août 1812 à mars 1826.

## Biographie
Jacques-Philippe Ledru est le fils de Nicolas-Philippe Ledru dit Comus (1731-1807), prestidigitateur et illusionniste sous Louis XV et Louis XVI, et l'oncle d'Alexandre Ledru-Rollin, avocat et homme politique français.
Il fut le grand maître de la loge maçonnique parisienne des Chevaliers de la Croix, dépendant du Grand Orient de France, avant Bernard-Raymond Fabré-Palaprat, auquel il transmit les pouvoirs qu'il prétend avoir reçu du dernier grand maître secret de l'Ordre du Temple, le duc Louis Hercule Timoléon de Cossé-Brissac
Il meurt le 10 novembre 1832 à Fontenay-aux-Roses.